# Venz

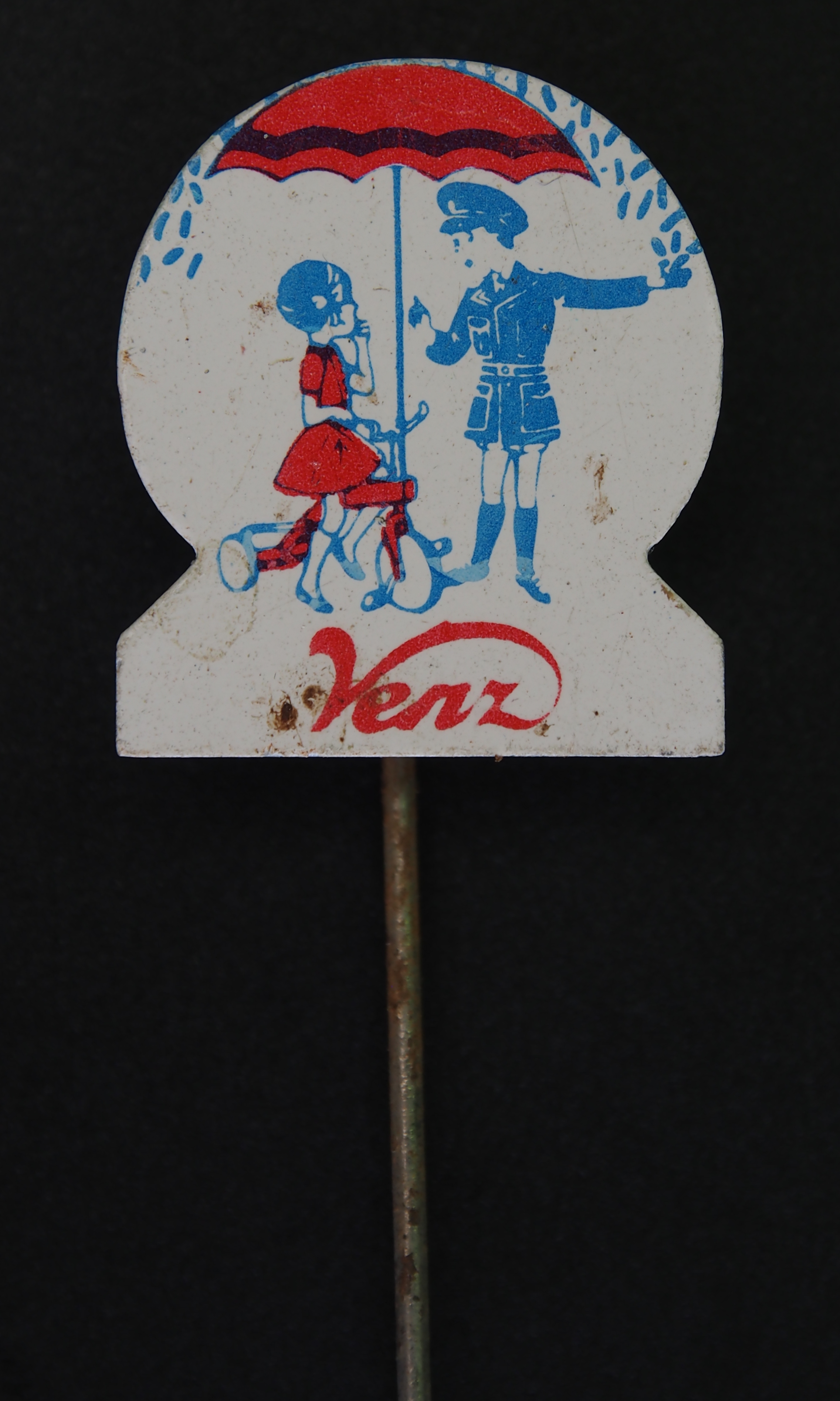
Venz-speldje

Venz is een Nederlands merk dat vooral bekend is van de chocoladehagelslag en soortgelijke producten zoals chocoladevlokken.

## Geschiedenis
De onderneming 'Venz' werd in 1890 door Hendrik de Vries in Amsterdam opgericht als groothandel in chocolade en suikerwerk. De naam Venz is een afkorting van 'de Vries EN Zonen'. Toen zijn zoon Gerard de Vries bij de onderneming kwam, ging het bedrijf zich meer richten op de productie van chocolade en suikerwerk. Deze tak liep zo goed, dat er in 1928 al vier bedrijfspanden nodig waren.
In 1930 werd een fabriek in Vaassen geopend die zich richtte op de productie van suikerwerk, zoals borstplaat en lolly's. Na enige jaren werd er ook begonnen met de productie van chocoladerepen en -tabletten, en bonbons. In 1936 begon Venz met de productie van hagelslag. In de jaren 1960 werd de productie van snoepgoed gestaakt. 
Venz werd net als Droste overgenomen door Van Nelle. Daarna volgde een overname van deze bedrijven door CSM. De directie van dat bedrijf wilde de hagelslagproductie van Venz verplaatsen naar de De Ruijter-fabriek in Baarn, die ze al in bezit had. Omdat in 1996 het voortbestaan van hun banen niet langer gegarandeerd kon worden, gingen de 110 werknemers van de fabriek in Vaassen in protest. De voedingsbond FNV organiseerde ludieke acties, zoals een protestactie van de medewerkers bij het Amstelhotel, waar op dat moment een vertrekkend directielid gefêteerd werd. Resultaat was dat de productie van hagelslag voorlopig nog in Vaassen bleef.
Door de overname van Van Nelle door Sara Lee/Douwe Egberts viel Venz vanaf 1989 onder dit concern. Anno 2006 was Venz net zoals De Ruijter, een andere producent van zoet broodbeleg, onderdeel van de voedingsproducent Heinz. De productie vond nu plaats in Utrecht. In augustus 2013 werd Sara Lee opgekocht door Warren Buffett en partners. De verwachting was dat zij de 'echt Nederlandse merken' af zouden stoten wegens te weinig groeipotentieel. Vier jaar later zag men juist mogelijkheden om met deze producten het buitenland te betreden. De productielocatie in Utrecht werd in 2016 verkocht aan Coflace Food. Venz bleef daar onder contract ten behoeve van multinational Kraft Heinz Company gemaakt worden.

## Reclame
In de jaren 1950, 1960 werd door Venz in Nederland onder meer Ibbeltje, een creatie van Annie M.G. Schmidt, ingezet om meer hagelslag te verkopen. Later zorgde het bedrijf voor bekendheid met een reclame waarin de tekst "Het hagelt, het hagelt, grote korrels Venz. Zo geweldig lekker. Venz, Venz, Venz." wordt gezongen op de melodie van "Het regent, het regent"; een tekst van Marijke Philips. In eerste instantie luidde de derde regel van het liedje "zo gezond en lekker", maar nadat Venz wegens misleiding op de vingers was getikt, werd dit gewijzigd in "zo geweldig lekker". Tot 1992 was deze reclame te zien op de Nederlandse televisie. Daarna werd als reclamekreet in radioreclame (onder meer?) "Venz, voor fans van Venz" gebruikt, ingesproken door Maarten Spanjer.
Vanaf 2010 was er op de televisie weer een reclamespotje waarin de tekst "Het hagelt, het hagelt..." voorkwam, ditmaal met de toevoeging "Dus voor elk met pit, smaken melk en wit, nu een smaak met kracht, extra large gemaakt. XXL Hagel. Extra groot en knapperig." Eind 2012 trok de schrijfster van de reclametekst aan de bel bij Heinz omdat zij de vergoeding voor het gebruik van de tekst te laag vond. Heinz mocht in eerste instantie wel de muziek gebruiken, omdat dat niet aan het oorspronkelijkheidsvereiste hoefde te voldoen, maar niet de tekst gebruiken. Uiteindelijk werd in goed overleg het geschil opgelost en was ook de tekst weer te horen.
De verpakking van Venz werd ook aantrekkelijk gemaakt voor kinderen. In het begin werden er vooral wedstrijden georganiseerd en later was het zogenaamde 'Hagelnieuws' op de achterzijde van het pak te lezen.